# Caterham CT03
La Caterham CT03 è una vettura da Formula 1 sviluppata per la partecipazione al Campionato mondiale di Formula 1 2013.

## Livrea e sponsor
La livrea è la stessa dell'anno precedente: verde con una fascia gialla. Tra gli sponsor ci sono Renault, GE, Airbus, SAFRAN, AirAsia, Pirelli e McGregor.

## Tecnica
La vettura, sviluppata nel centro tecnico di Leafield, è stata presentata al pubblico poco prima dell'inizio dei test sul circuito di Jerez de la Frontera. La parte inferiore del telaio e le pance laterali sono state ridimensionate per permettere un miglior afflusso aerodinamico verso la parte posteriore. Diverse modifiche hanno riguardato anche la configurazione del diffusore, del cofano motore e degli scarichi. Per abbassare il peso della vettura, il braccio di sterzo della sospensione anteriore non è stato montato sotto il triangolo superiore, ma quasi parallelamente a quello inferiore. Le sospensioni posteriori adottano uno schema pull-rod. L'aria calda dei radiatori viene evacuata ai lati del cambio e nella tromba alla radice del cofano posteriore, dove spuntano gli scarichi che sfruttano l'effetto coanda. La presa anteriore dei freni è stata modificata in modo tale da permettere l'indirizzamento dei flussi verso il retrotreno. Ciò è possibile tramite due diverse bocche di aspirazione, una verticale per la pinza ed una più tondeggiante ed esterna per il disco. A Partire dal Gran Premio di Spagna la vettura adotta il vanity panel.

## Piloti
| Piloti ufficiali       | Piloti ufficiali    | Piloti ufficiali  |
| Nazione                | Nome                | Numero            |
| ---------------------- | ------------------- | ----------------- |
| Francia (bandiera)     | Charles Pic         | 20                |
| Paesi Bassi (bandiera) | Giedo van der Garde | 21                |
| Collaudatori           |                     |                   |
| Nazione                | Nome                | Nome              |
| Finlandia (bandiera)   | Heikki Kovalainen   | Heikki Kovalainen |
| Cina (bandiera)        | Ma Qing Hua         | Ma Qing Hua       |
| Stati Uniti (bandiera) | Alexander Rossi     | Alexander Rossi   |

## Stagione
La scuderia sostituì entrambi i piloti, ingaggiando Charles Pic (proveniente dalla Marussia) e Giedo van der Garde al posto di Vitalij Petrov e Heikki Kovalainen. Quest'ultimo fu poi richiamato a disputare alcune sessioni di prove libere durante la stagione.
La stagione si sviluppò similmente alle precedenti per la scuderia, le cui vetture rimasero stabilmente relegate nelle retrovie. Come negli anni precedenti la Caterham si contese il decimo posto nel campionato costruttori con la rivale Marussia, uscendo per la prima volta sconfitta in questo confronto e terminando quindi in 11ª e ultima posizione nella classifica costruttori: entrambe le scuderie non conquistarono infatti punti iridati, ma il miglior risultato in gara ottenuto dalla Caterham (14º posto, conquistato in due occasioni da Pic e una da Van der Garde) risultò inferiore a quello fatto segnare dalla scuderia rivale (un 13º posto con Jules Bianchi).

## Risultati in Formula 1
| Anno | Team     | Motore  | Gomme | Piloti        |    |    |    |    |     |     |     |    |    |    |     |    |    |    |     |     |    |    |     | Punti | Pos. |
| ---- | -------- | ------- | ----- | ------------- | -- | -- | -- | -- | --- | --- | --- | -- | -- | -- | --- | -- | -- | -- | --- | --- | -- | -- | --- | ----- | ---- |
| 2013 | Caterham | Renault | P     | Pic           | 16 | 14 | 16 | 17 | 17  | Rit | 18  | 15 | 17 | 15 | Rit | 17 | 19 | 14 | 18  | Rit | 19 | 20 | Rit | 0     | 11º  |
| 2013 | Caterham | Renault | P     | van der Garde | 18 | 15 | 18 | 21 | Rit | 15  | Rit | 18 | 18 | 14 | 16  | 18 | 16 | 15 | Rit | Rit | 18 | 19 | 18  | 0     | 11º  |

| Legenda | 1º posto     | 2º posto | 3º posto    | A punti         | Senza punti/Non class.  | Grassetto – Pole position Corsivo – Giro più veloce |
| Legenda | Squalificato | Ritirato | Non partito | Non qualificato | Solo prove/Terzo pilota | Grassetto – Pole position Corsivo – Giro più veloce |